# Richard Leech (Schauspieler)
Richard Leech (* 24. November 1922 in Dublin, Irland als Richard Leeper McClelland; † 24. März 2004 in England) war ein irischer Schauspieler.

## Leben
Richard Leeper McClelland studierte Medizin am Trinity College in Dublin und praktizierte ein Jahr lang als Arzt, bevor er sich für eine Karriere als Schauspieler entschied. McCleland wirkte als Richard Leech in annähernd 100 Filmen mit, sowohl im Kino als auch im Fernsehen.
Er war zweimal verheiratet, mit Helen Hyslop Uttley bis zu ihrem Tod und anschließend mit Margaret Pearson von 1975 bis zu seinem Tod. Seine beiden Kinder stammen aus der ersten Ehe.

## Filmografie (Auswahl)
- 1953: Der große Atlantik (The Cruel Sea)
- 1955: Der Gefangene (The Prisoner)
- 1955: Mai 1943 – Die Zerstörung der Talsperren (The Dam Busters)
- 1956: Engel des Alltags (The Feminine Touch)
- 1956: Der eiserne Unterrock (The Iron Petticoat)
- 1956: Der lange Arm (The Long Arm)
- 1957: Teuflisches Alibi (Time Without Pity)
- 1957: Yangtse-Zwischenfall (Yangtse Incident: The Story of H.M.S. Amethyst)
- 1957: Es begann, als sie nein sagte (These Dangerous Years)
- 1957: Der Fluch des Dämonen (Night of the Demon)
- 1958: ...denn der Wind kann nicht lesen (The Wind Cannot Read)
- 1958: Der Rächer im lila Mantel (The Moonraker)
- 1958: Die letzte Nacht der Titanic (A Night to Remember)
- 1958: Eiskalt in Alexandrien – Feuersturm über Afrika (Ice Cold in Alex)
- 1958: Des Pudels Kern (The Horse's Mouth)
- 1960: Einst ein Held (Tunes of Glory)
- 1960: Terror der Tongs (The Terror of the Tongs)
- 1961: Die Verfolger (The Pursuers; Fernsehserie, 1 Folge)
- 1962: Wir alle sind verdammt (The War Lover)
- 1962–1967: Mit Schirm, Charme und Melone (The Avengers; Fernsehserie, 3 Folgen)
- 1963: Küsse für den Mörder: Bumerang des Todes (Ricochet)
- 1963: Kein Schloß ist vor ihm sicher (The Cracksman)
- 1965: Tanz auf dem Drahtseil (Walk a Tightrope)
- 1965: Geheimauftrag für John Drake (Danger Man; Fernsehserie, 1 Folge)
- 1965: Ein Platz ganz oben (Life at the Top)
- 1966: Donegal, König der Rebellen (The Fighting Prince of Donegal)
- 1967: Sturmflut (The Flood)
- 1967: Simon Templar (The Saint; Fernsehserie, 1 Folge)
- 1970: Jeden morgen hält derselbe Zug (The Railway Children)
- 1972: Der junge Löwe (Young Winston)
- 1977: Doctor Who (Fernsehserie, 4 Folgen)
- 1980: Mord im Spiegel (The Mirror Crack'd)
- 1982: Gandhi
- 1984: Sein größter Sieg (Champions)
- 1985: Die letzte Jagd (The Shooting Party)
- 1988: Eine Handvoll Staub (A Handful of Dust)